# Josef Janouš
Josef Janouš (25. července 1904 – ???) byl český a československý politik a člen Komunistické strany Československa, za kterou byl po roce 1945 poslancem Prozatímního Národního shromáždění, Ústavodárného Národního shromáždění a Národního shromáždění ČSR.

## Biografie
Původní profesí byl zahradníkem. V roce 1946 se uvádí jako zemědělec ze Strakonic. Za druhé světové války byl vězněn.
V letech 1945–1946 byl poslancem Prozatímního Národního shromáždění za KSČ. Po parlamentních volbách v roce 1946 se stal poslancem Ústavodárného Národního shromáždění. Po parlamentních volbách roku 1948 se stal poslancem Národního shromáždění zvoleným za volební kraj České Budějovice. V parlamentu setrval do roku 1954.
Roku 1952 byl zvolen do předsednictva ústředního výboru Svaz protifašistických bojovníků.